# Sárga csillag

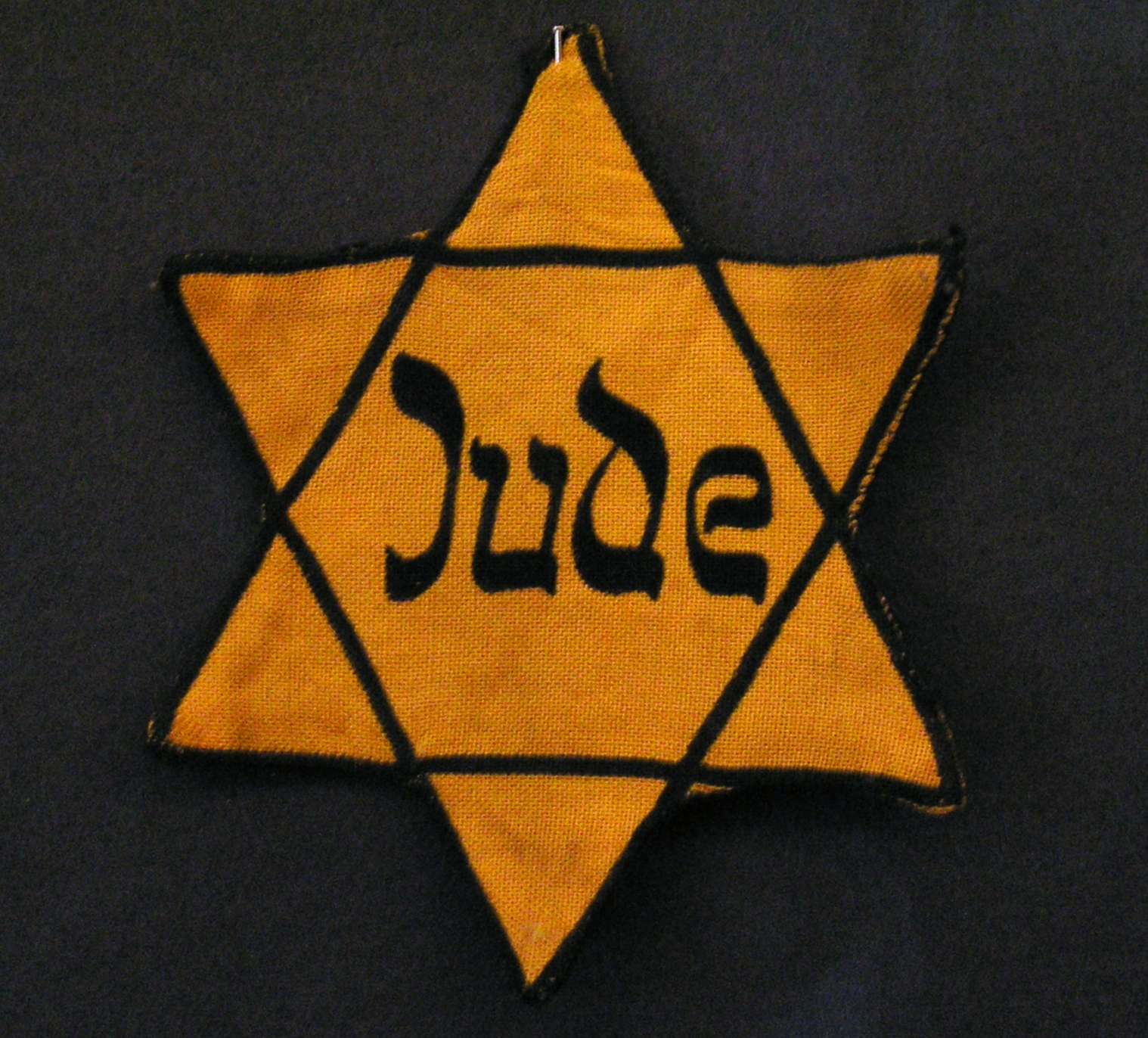
Németországban használt sárga csillag „Jude” (zsidó) felirattal

A sárga csillag a náci Németországban illetve az általa megszállt területeken – 1944–1945-ben Magyarországon is – a zsidók megjelölésére kötelezőleg bevezetett, a felsőruházaton viselt, textíliából készült jelvény volt. A sárga csillag konkrét formája területenként változott, de többnyire előírt volt a minimális 10×10 centiméteres méret, a hatágú, Dávid-csillagra emlékeztető forma, a sárga szín, és az, hogy jól láthatóan és nehezen eltávolíthatóan kellett viselni. Azokat a zsidókat, akik nem viseltek sárga csillagot, a pénzbírságtól a deportáláson keresztül a helyszíni agyonlövésig terjedő büntetések fenyegették. A sárga csillag megkönnyítette a náci hatóságok számára a zsidók azonosítását, a rájuk vonatkozó korlátozó szabályok betartatását, a jelvény viselésére kötelezett polgárok megalázását és elszigetelését.

## A sárga csillag Németországban

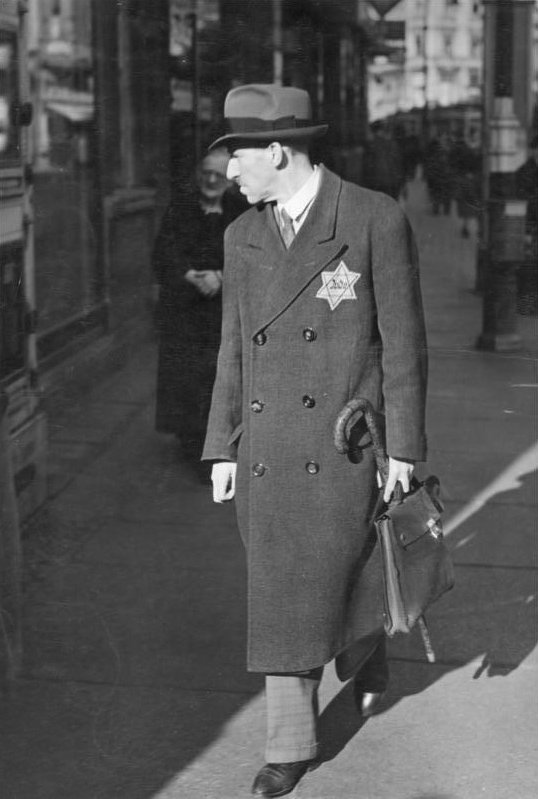
Sárga csillagot viselő német férfi 1941 szeptemberében

Hitler 1941. augusztus 20-án hagyta jóvá a sárga csillag németországi bevezetésére vonatkozó tervet. Goebbels propagandaminiszter szabad kezet kapott a részletek kidolgozására. A tervek nyomán kidolgozott rendelet 1941. szeptember 19-én lépett hatályba. Ettől fogva minden a nürnbergi törvények szerint zsidónak minősülő, hatévesnél idősebb polgár köteles volt hatágú sárga csillagot viselni. A Dávid-csillagra hasonlító sárga csillag közepén a héber írásra emlékeztető formájú latin betűkkel a német „Jude” (zsidó) szó állt. A csillagot az előírás szerint a külső ruházat bal oldali mellrészére kellett fixen felvarrni. A sárga csillagnak mindig jól láthatónak kellett lennie, és tilos volt azt eltakarni. Az a zsidó, aki nem viselt sárga csillagot, pénzbüntetésre, vagy akár internálásra (koncentrációs táborba zárásra) is számíthatott. A csillagokat a zsidó közösségeken keresztül osztották szét. Minden zsidó négy csillagot kapott, amelyekért darabonként 10 pfenniget kellett fizetni. A csillagok előállítására a Berliner Fahnenfabrik Geitel & Co. nevű cég kapott megbízást.
A sárga csillag viselése demoralizáló és megalázó volt a zsidók számára. Victor Klemperer filológus visszaemlékezése szerint: „1941. szeptember 19. Ettől a naptól fogva viselni kellett a zsidócsillagot, a hatágú Dávid-csillagot ábrázoló kis rongyot. A színe sárga volt, ami a mai napig is a kártevők és a karantén jele, és ami már a középkorban is a zsidók megkülönböztető színe volt. Az irigység színe ez és a vérbe keveredett epéé, a kerülendő rosszé. A sárga rongyon feketéllett a »zsidó« felirat, amit körbekeretezett a két egymásba tolt háromszög; a szót alkotó vastag nyomtatott betűk elszigeteltségükben és túlhangsúlyozottságukban a héber írásjeleket utánozták.”
A megalázáson túl a sárga csillag viselőit számos, a mindennapi életet megnehezítő vagy kellemetlenné tevő korlátozás is érintette. A fokozatosan bevezetett rendelkezések nyomán a sárga csillagot viselőknek tilos volt engedély nélkül elhagyni azt a helységet, ahol laktak; a „német vérű” (deutschblütig) polgároknak háromhavi elzárás terhe mellett megtiltották, hogy a zsidókkal nyilvános helyen barátkozzanak; a zsidóknak különleges engedély nélkül tilos volt a vonatokon és hajókon utazni, a városi tömegközlekedést pedig csak munkába járásra szabadott használni, és akkor is csak hét kilométernél nagyobb távolságra; tilos volt a telefonfülkék használata és korlátozták azokat az órákat is, amikor a sárga csillagot viselők a bevásárlásaikat intézhették.
A sárga csillag viselését előíró rendelet de facto hatályát vesztette, ahogy a szövetségesek elfoglalták a Német Birodalom területét. A formális visszavonásra a Szövetséges Ellenőrző Tanácsnak a nemzetiszocialista jogszabályokat semmissé nyilvánító 1. számú, 1945. szeptember 20-án kelt rendeletének keretében került sor.

## A sárga csillag Magyarországon

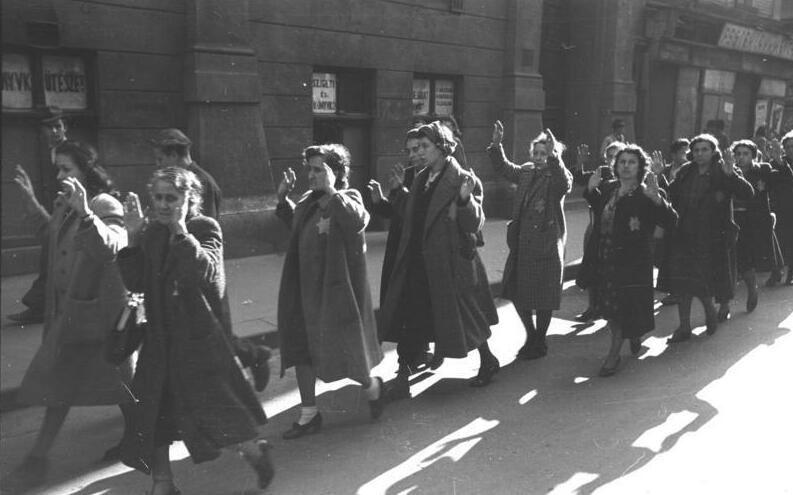
Sárga csillagot viselő zsidók a budapesti Wesselényi utcában, 1944 októberében

Magyarországon az 1944. évi 1240. M. E. számú, a zsidók megkülönböztető jelzéséről szóló kormányrendelet írta elő a sárga csillag viselését a zsidók számára 1944. április 5-i hatállyal. A rendeletet Sztójay Döme újonnan kinevezett miniszterelnök írta alá. Az előírások szerinti megkülönböztető jelzés mérete legalább 10×10 centiméter volt, „kanárisárga” színe volt és hatágú csillagot formázott. A magyarországi zsidócsillagon nem állt felirat. A csillagot a felsőruha bal mellrészére kellett „könnyen el nem távolítható módon” felvarrni.
A sárga csillag viselésére köteleztek minden hat éven felüli polgárt, aki az 1941. évi XV. törvénycikk alapján zsidónak minősült. A rendelet hatálya alól mentesültek azok, akik az első világháborúban „az ellenség előtt tanúsított vitéz magatartásért” magas kitüntetést kaptak. Aki a rendelet ellenére nem viselt sárga csillagot, annak hat hónapig terjedő elzárás járt. A gyakorlatban a rendelkezés be nem tartásának sokkal súlyosabb következményei (deportálás, helyszíni kivégzés) is voltak.
Egy nappal a rendelet életbe lépése előtt, 1944. április 4-én egy újabb kormányrendelet jelent meg, amely bővítette a sárga csillag viselése alól mentesülő zsidók körét. Ennek értelmében mégsem kellett sárga csillagot viselniük azoknak a zsidónak minősülő személyeknek, akik keresztény felekezet lelkipásztorai, szerzetesei, diakónusai vagy diakonisszái voltak; mentesültek továbbá az első világháborúban „az ellenség előtt tanúsított vitéz magatartásért” magas kitüntetést kapott személyek házastársai, özvegyei és gyermekei valamint a második világháború hadiözvegyei és hadiárvái.
A sárga csillag viselésének legsúlyosabb következménye az volt, hogy a magyar és a megszálló német hatóságok elsősorban ennek alapján gyűjtötték össze a koncentrációs táborba deportált illetve munkaszolgálatra vezényelt személyeket. A sárga csillag viseléséhez kötődött azonban számos egyéb, a zsidók polgári jogait korlátozó intézkedés is a második világháború utolsó évében. A megkülönböztető jel bevezetését követő hónapokban az érintettek számára megtiltották a személygépkocsin, vonaton vagy hajón való utazást, a gyógyszertárak működtetését, vagyonukat összeírták és zár alá vették, őket magukat kényszertársbérletbe, a csillagos házakba költöztették, megtiltották számukra az értelmiségi munkák végzését, az egyenruha viselését, rádiókészülékeiket elkobozták, tőzsdetagságukat megszüntették, kitiltották őket a vendéglátó- és szórakozóhelyekről, napi két órára korlátozták a bevásárlásaikra rendelkezésre álló időt, továbbá a csillag viselésére kötelezett orvos nem kezelhetett nemzsidót.
A sárga csillaggal kapcsolatos korlátozások és tilalmak a nyilas hatalom összeomlásáig érvényben maradtak. 1945. február 6-án az Ideiglenes Nemzeti Kormánynak a zsidótörvényeket megsemmisítő rendelete formálisan is hatályon kívül helyezte ezeket.

## Más országok gyakorlata

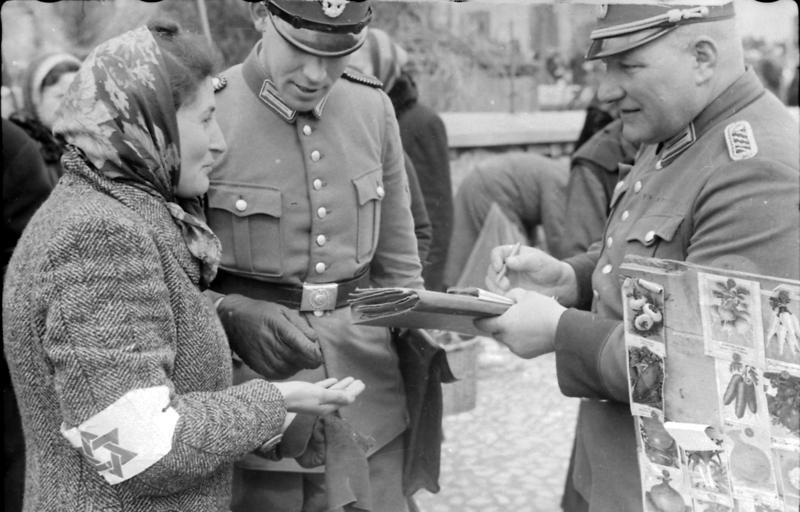
Német rendőrök zsidócsillagos karszalagot viselő nőt igazoltatnak Lengyelországban, 1941 májusában

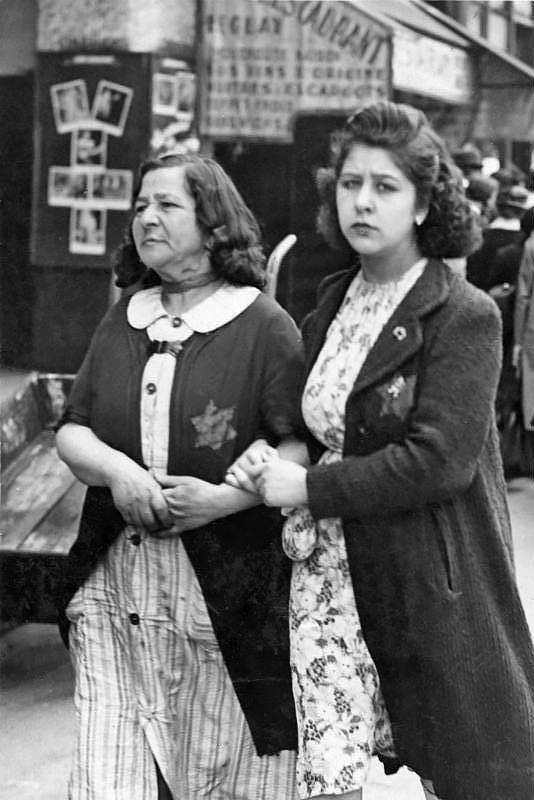
Zsidó nők Párizsban 1942-ben

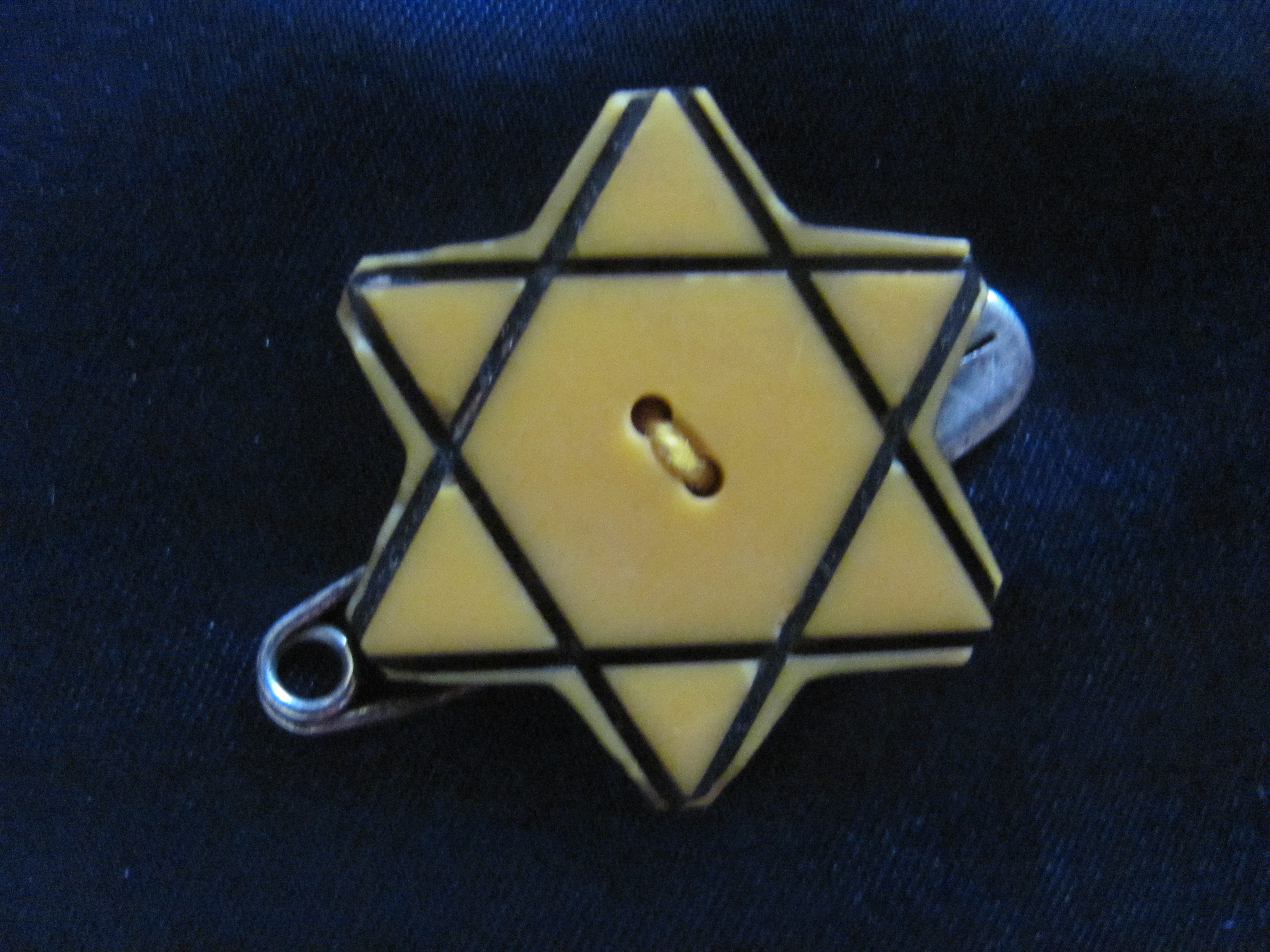
Bulgáriai sárga csillag

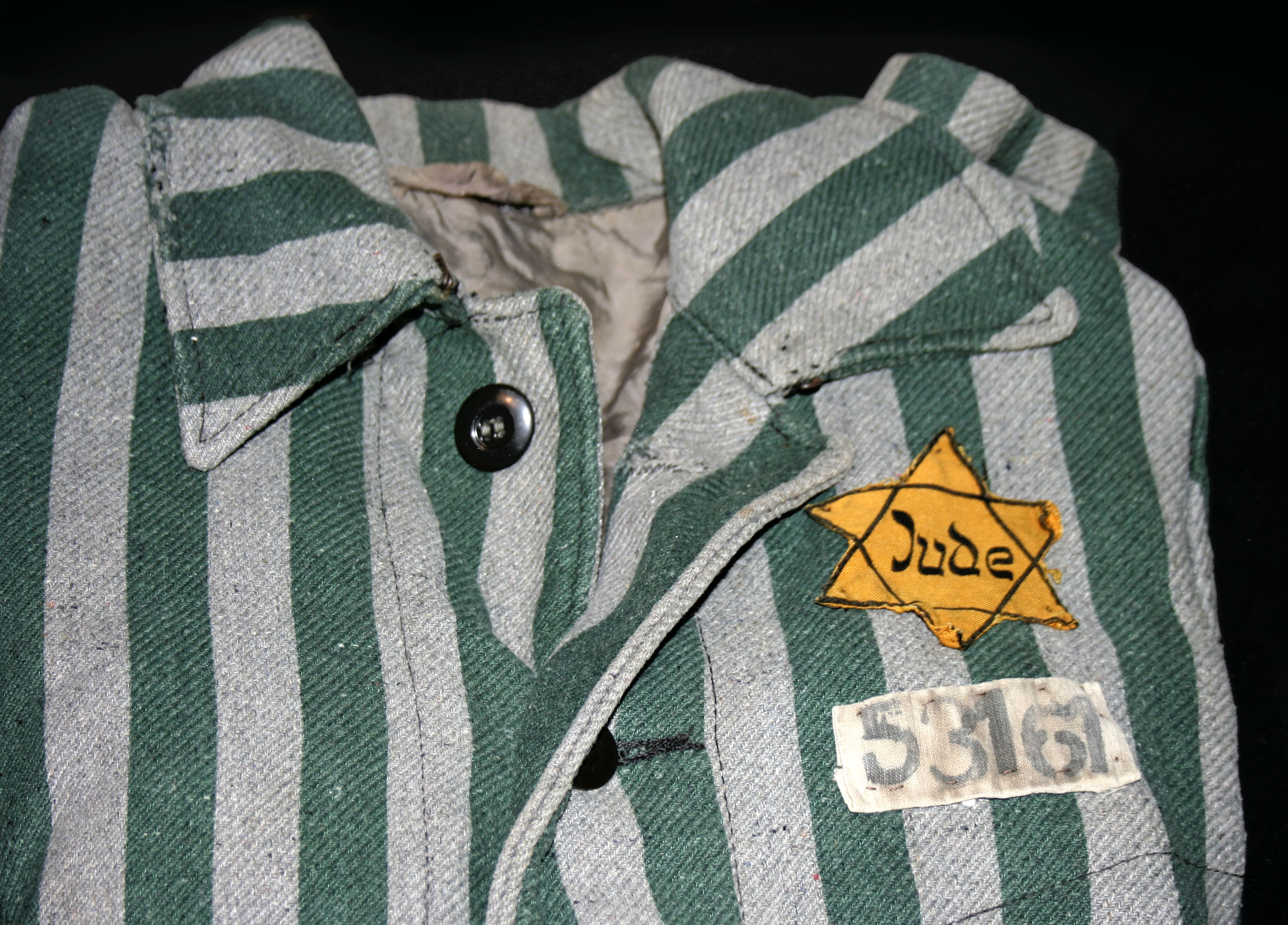
Auschwitzi rabruha a sárga csillaggal

A sárga csillag (vagy egyéb megkülönböztető jelek) viselését szinte minden, a Harmadik Birodalommal szövetséges, vagy általa megszállt országban bevezették a második világháború folyamán.

### Ausztria
Mire Németország bevezette a sárga csillag viselését, Ausztria elvesztette önállóságát, és így a Német Birodalom többi részéhez hasonlóan itt is érvénybe lépett a zsidók fizikai megkülönböztetése.

### Benelux országok
Hollandiában, Belgiumban és Luxemburgban 1942 nyarán vezették be a sárga csillag viselésének kötelezettségét. Luxemburgban (amelyet de facto bekebelezett a Német Birodalom), a német mintájú csillag volt használatos, Hollandiában a csillag közepén hollandul állt a Jood (zsidó) felirat, Belgiumban pedig egyszerűen egy héber írásra emlékeztető formájú J betű került a sárga csillagra.

### Bulgária
Bulgáriában 1942 júliusában vezették be a zsidók számára a sárga jelvény viselését, de a rendelet megszegésének általában nem volt komoly következménye.

### Csehszlovákia
A sárga csillagot Németországban bevezető rendelet a Cseh–Morva Protektorátus területén is érvénybe lépett. 1941. szeptember 9-én az önállósult Szlovákia is bevezette a sárga csillag viselését. A Csehszlovákia felosztásakor Magyarországhoz került felvidéki és kárpátaljai területeken Magyarország többi részével együtt 1944 áprilisában vezették be a megkülönböztető jelzést.

### Dánia
Dániában nem járt sikerrel a német megszálló hatóságoknak a sárga csillag bevezetésére irányuló törekvése. Ebben kulcsszerepe volt X. Keresztély dán király ellenállásának, de annak is, hogy a zsidókat sújtó megkülönböztető intézkedések népszerűtlenek voltak a keresztény lakosság körében is. Ugyanakkor nem felel meg a valóságnak az a legenda, miszerint a király reggelenként sárga csillagot viselve lovagolt volna Koppenhága utcáin.

### Finnország
Noha Finnország Németország szövetségese volt a Szovjetunió elleni háborúban, az országban a zsidók (köztük a menekültek is) teljes egyenjogúságot élveztek a keresztényekkel. A sárga csillag bevezetése nem került szóba.

### Franciaország
Franciaország németek megszállta részén 1942 júniusában vezették be a sárga csillagot, amely a német mintát követte, de rajta francia nyelven állt a Juif (zsidó) felirat. A Vichy-kormány azonban megtagadta a sárga csillag viselésének kötelezővé tételét.

### Görögország
Görögországban 1943 februárjában vezették be a zsidók megkülönböztető megjelölését.

### Lengyelország
Lengyelországban röviddel az ország lerohanása után, a német fennhatóság alá került területen a katonai közigazgatás különböző helyi vezetőinek kezdeményezésére megindult a zsidók megjelölése. Elsőként Włocławek városparancsnoka, Fritz Kraemer SS-Oberführer rendelete el, hogy 1939. október 24-től a helyi zsidók felsőruházatukon tizenöt centiméteres sárga háromszöget vagy sárga csillagot viseljenek. November 18-án Krakkóban is hasonló rendelkezés látott napvilágot, december 1-től pedig Lengyelországnak a teljes németek által megszállt részén előírta egy november 23-án kiadott rendelet a kék Dávid-csillaggal hímzett fehér karszalag viselését a zsidók számára.

### Norvégia
Norvégiában megjelölték a zsidók személyi okmányait, de a ruhán viselendő jelet nem vezettek be.

### Románia
Romániában 1941. szeptember 3-án a belügyminisztérium körlevélben értesítette a megyei prefektusokat, hogy minden zsidónak hatágú sárga csillagot kell viselnie a ruhájának bal oldalán, a kikeresztelkedettek kivételével. Ezt a rendeletet a szeptember 8-án – feltehetőleg a zsidó közösség vezetőjének, Wilhelm Friedmannak a közbenjárására – villámtáviratban visszavonták; Moldvában és Bukovinában azonban 1944. augusztusig alkalmazták.

### Szovjetunió
Amikor Németország 1941-ben megtámadta a Szovjetuniót, a megszállt területeken bevezették a zsidók megkülönböztető jelzését.

### A koncentrációs táborokban
Szintén sárga csillagot viseltek a különböző koncentrációs táborok zsidó foglyai is.

## Történelmi előzmények

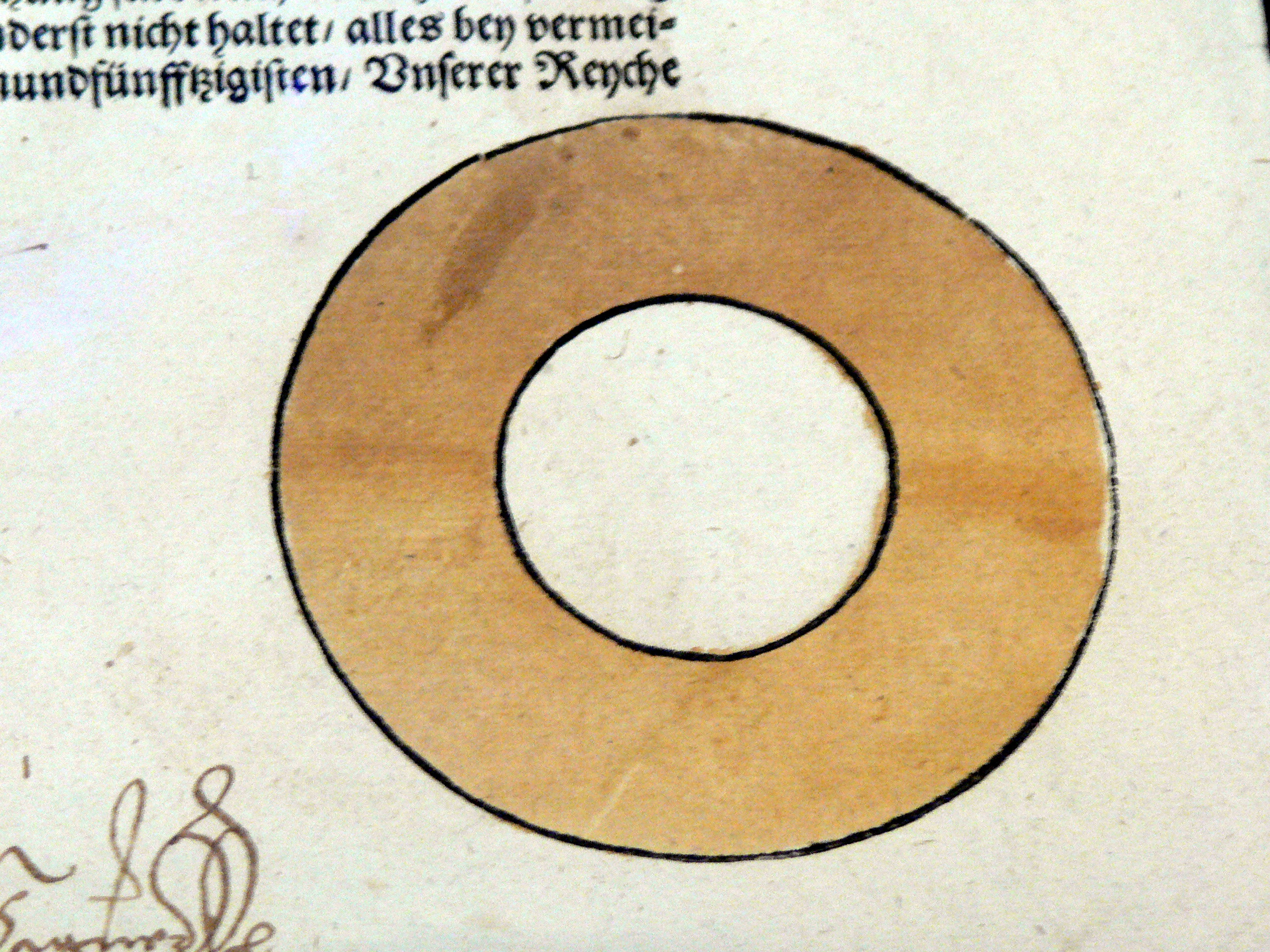
A zsidók számára előírtan viselendő sárga gyűrűt formázó jel 1551-ből, I. Ferdinánd császár törvénykönyvéből

A megkülönböztető jel viselésének előírása a zsidók számára önmagában nem nemzetiszocialista eredetű, hanem sok évszázados múltra tekint vissza. Az első ilyen tárgyú feljegyzések a nyolcadik század közepéről származnak, amikor a szunnita iszlám tizenkettedik kalifája, II. Omár omajjád kalifa elrendelte a zsidók (és a keresztények) megkülönböztetését. 887-ben Szicília szaracén elöljárója előírta, hogy a zsidók a ruhájukon és házukon szamarat mintázó jelet viseljenek (a keresztények jele a sertés volt). Asz-Szálih Szálih egyiptomi szultán 1354-ben sárga színű megkülönböztető ruházat viselését írta elő a zsidóknak, akiknek a fürdőkben is megkülönböztető jelet kellett hordaniuk a nyakukban.
A keresztény világban az 1215-ös negyedik lateráni zsinattal kezdődött meg a zsidók (és muzulmánok) számára a megkülönböztető jel viselésének előírása. 1269-ben IX. Lajos francia király sárga csillag viselésére kötelezte a zsidókat. Ennek konkrét megjelenési formája a Dél-Franciaországban előírt, a felsőruházaton viselendő gyűrű alakú jel volt. Ez a mellkason viselendő, sárga vagy piros-fehér jel aztán egész Franciaországban elterjedt a 13. század folyamán. Spanyolország keresztény részén a 13. századtól kezdve változó szigorral kötelezték a zsidókat a különféle megkülönböztető jelek viselésére, de csak a 15. század második felére vált ez egész Spanyolország területén általánossá. Angliában már III. Henrik angol király idején bevezették a zsidók számára a sárga szövetből kivágott, hat ujjnyi magas és három ujjnyi széles jel kötelező viselését. Sziléziában, Ausztriában és Lengyelországban a 13. század második felére kötelezték a zsidókat a megkülönböztető fejfedő (hegyes tetejű kalap) viselésére. Németországban 1434-ben Augsburgban vezették be először a zsidók számára a megkülönböztető jeleket (sárga kör a mellkason a férfiaknak, csúcsos kalap a nőknek). 1530-ra ez általánossá vált Németország-szerte, 1551-től pedig Ausztriában is, ahol még Mária Terézia idején is megkülönböztető jelzést viseltek a zsidók. Budán 1279-ben az egyházközség előírta a zsidóknak a kereket formázó jel viselését a felsőruházat mellrészén.
Erdélyben Bethlen Gábor 1623. június 18-án kibocsátott rendelete engedte meg a zsidók letelepedését. Amellett hogy szabad vallásgyakorlatot és szabad kereskedelmet biztosított a zsidók számára, a más országokban szokásos „zsidójel” viselése alól is mentesítette őket. Ugyanakkor már 1650-ben a gyulafehérvári országgyűlés elrendelte, hogy a zsidók csak „zsidó” ruhában járhatnak.
A vallásszabadságot és jogegyenlőséget követelő felvilágosodás, majd az azt megvalósító alkotmányos polgári társadalmi berendezkedés térhódításával párhuzamosan fokozatosan megszűnt a zsidók külsődleges megjelölésének kötelezettsége. II. József 1791-ben törölte el ezeket az osztrák koronához tartozó országokban, és a francia forradalom nyomán az 1790-es években érvényüket vesztették a zsidók fizikai megkülönböztetését szolgáló rendeletek Franciaországban és Itáliában is.